# Tofane
El Tofane és un cim dels Alps, de 3.241 m, a les Dolomites, a Itàlia (Vèneto). La més gran part de la muntanya forma part del Parco naturale delle Dolomiti de Ampezzo, un parc natural italià.

## Pics

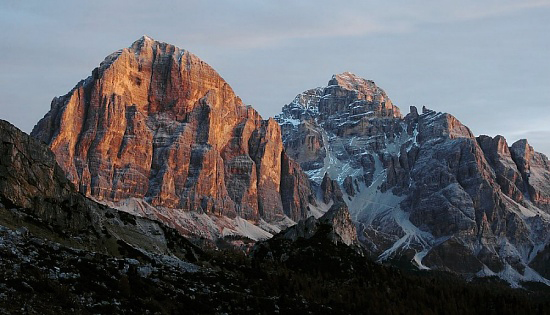
El Tofane vist del sud

És compost de diversos pics: el Tofane central (Tofana di Mezzo, 3.241 m), Tofane interior (Tofana di Dentro, 3.238 m), Tofane anterior (Tofana di Rozes, 3.225 m) són els més elevats. La primera ascensió d'aquests tres pics es va efectuar per l'austríac Paul Gronham entre 1863 i 1865.

## Turisme
Un sistema de telecabines surt de Cortina d'Ampezzo per arribar al Tofane central. A continuació només hi ha una curta marxa per arribar al cim. Hi ha diversos refugis a la muntanya.

## Cinema
- 1981 : Només per als teus ulls
- 2015 : Point Break